# 우영 (1996년)
우영(본명: 최우영, 1996년 5월 14일 ~ )은 대한민국의 가수이자 대한민국의 보이그룹 일급비밀의 멤버였다. 2019년 낙원 활동이 끝난 이후 몸상태 악화로 활동을 중단했다. 현재는 연예계를 떠났다.

## 사건사고

### 불법촬영 사건
2023년 12월 22일 여자친구를 불법촬영한 혐의로 재판에 넘겨졌다. 기사에서는 최모씨라고 했으나, 2017년 데뷔한 5인조 아이돌 그룹, 2019년에 활동 중단 후 은퇴에서 최우영임이 특정되었고, 결정적으로 미성년자를 성추행해 집행유혜를 선고받은 팀 내 멤버 이경하이므로 사실상 이름이 알려저버렸다.
그는 2022년 7월부터 2023년 5월까지 연인이던 피해자의 성관계 장면과 신체 주요 부위 등을 18회에 걸쳐 사진과 동영상으로 촬영하였고, 이외의 피해자 3명을 불법으로 촬영했으며 안대를 쓰게 한 뒤 무음 카메라 애플리케이션(앱)을 이용하는 등의 수법을 이용했다.
2024년 5월 29일 검찰은 징역 3년형을 구형했다.
2024년 8월 30일 재판부는 도주 우려가 있다며 최우영을 법정구속하고 징역 1년 6개월의 실형을 선고했다. 또한 성폭력치료프로그램 40시간 수강 및, 아동, 장애인 관련기관 취업 3년 제한을 선고했다.
11월 28일 서울서부지법 형사항소1부(임민성 부장판사)는 성폭력처벌법상 카메라 등 이용, 촬영, 반포 등의 혐의로 기소된 최우영에게 원심보다 2개월 감형된 징역 1년 4개월을 선고했다. 원심의 40시간 성폭력 치료프로그램 이수와 아동, 청소년 관련 기관 등과 장애인 기관 각 3년 취업 제한 명령도 유지했다. 재판부는 범행 수법과 형태, 촬영으로 인한 결과물 등에 비춰 보면 성적 수치심을 유발한 정도가 아주 큰 것으로 보이고 피해자 측에서 엄벌을 탄원했지만, 그가 초범인 점과 영상이 유포되지 않은 점을 고려했다고 밝혔다.
이후 그가 상고를 포기해 징역형이 확정되었다. 최우영은 2025년 12월 말에 만기출소할 예정이다.